# Livenje pod pritiskom
Kalupno livenje je postupak livenja metala koji se odlikuje ubrizgavanjem rastopljenog metala pod visokim pritiskom u šupljinu kalupa. Šupljina kalupa je stvorena pomoću dve kaljene matrice za alatni čelik, koje su obrađene u podesnom obliku i rade slično kalupu za ubrizgavanje tokom procesa. Većina livenih odlivaka izrađena je od obojenih metala, posebno cinka, bakra, aluminijuma, magnezijuma, olova, pjutera i legura na bazi kalaja. U zavisnosti od vrste metala koji se lije, koristi se mašina sa toplom ili hladnom komorom.
Oprema za livenje i metalni kalupi predstavljaju velike kapitalne troškove, što ograničava postupak na veliko-količinsku proizvodnju. Izrada delova pomoću livenja pod pritiskom relativno je jednostavna, i obuhvata samo četiri glavna koraka, čime se ograničavaju troškovi po komadu. Ona je posebno pogodna za veliku količinu odlivaka male do srednje veličine, zbog čega se livenjem pod pritiskom dobija više odlivaka od bilo kog drugog postupka livenja. Liv pod pritiskom odlikuje se vrlo dobrom završnom obradom površine (prema standardima za livenje) i konzistentnošću dimenzija.

## Istorija
Oprema za livenje pod pritiskom izumljena je 1838. godine u svrhu proizvodnje pokretnih tipova za štamparsku industriju. Prvi patent koji se odnosi na livenje pod pritiskom dodeljen je 1849. godine za malu mašinu sa ručnim pogonom u svrhu mehanizovane proizvodnje štampe. Godine 1885, Oto Mergentaler je izumeo mašinu za linotip, koja je izlivala čitavu liniju tipova kao jednu celinu, koristeći postupak livenja pod pritiskom. To je gotovo u potpunosti zamenio ručno podešavanje u izdavačkoj industriji. Sosova mašina za livenje pod pritiskom, proizvedena u Bruklinu u državi Njujork, bila je prva mašina koja se prodavala na otvorenom tržištu Severne Amerike. Ostali vidovi primene su brzo napredovali, pri čemu je livenjem pod pritiskom olakšavalo rast robe široke potrošnje i uređaja, u velikoj meri smanjujući proizvodne troškove kompleksnih delova u velikim količinama. Godine 1966, General Motors je objavio proces Akurad.

## Livni metal
Glavne legure za livenje pod pritiskom su: cink, aluminijum, magnezijum, bakar, olovo i kalaj; mada je neobičајеno livenje gvožđe oksida pod pritiskom je isto tako moguće. Specifične legure za livenje pod pritiskom uključuju: cink aluminijum; aluminijum, npr. standardi aluminijumske asocijacije (AA): AA 380, AA 384, AA 386, AA 390; i AZ91D magnezijum. Sledi sažetak prednosti pojedinih legura:
- Cink: metal najlakši za livenje; ima visoku duktilnost; ima veliku udarnu čvrstoću; lako je obložen; ekonomičan je za male delove; promoviše dugotrajan odlivak.
- Aluminijum: lagan; iaa visokodimenzionalna stabilnost za vrlo složene oblike i tanke zidove; poseduje dobru otpornost na koroziju; ima dobre mehaničke osobine; ima visoku toplotnu i električnu provodljivost; zadržava čvrstoću na visokim temperaturama.
- Magnezijum: metal najlakši za obradu; ima odličan odnos čvrstoće i težine; ovo je najlakša legura u širokoj upotrebi za livenje.
- Bakar: velika tvrdoća; visoka otpornost na koroziju; najviša mehanička svojstva livenih legura; odlična otpornost na habanje; odlična stabilnost dimenzija; njegova snaga se približava snazi čeličnih delova.
- Silicijumski tombak: legura visoke čvrstoće koja se sastoji od bakra, cinka i silicijuma. Ova legura se često koristi kao alternativa za livene čelične delove.
- Olovo i kalaj: velika gustina; izuzetno bliska preciznost dimenzija; koristi se za posebne forme otpornosti na koroziju. Takve se legure ne koriste u prehrambenim primenama zarad javnog zdravlja. Tipski metal, legura olova, kalaja i antimona (sa ponegde i tragovima bakra) koristi se za livenje ručno postavljanog tipa u visokopritisnoj štampi i blokiranju vrućom folijom. Tradicionalno livenje u kalupima je sada uglavnom zamenjeno livenjem pod pritiskom nakon industrijalizacije livnica. Oko 1900. godine mašine za livenje štamparkih komponenti pojavile su se na tržištu i doprinele daljoj automatizaciji, sa ponekad desetinama mašina za livenje u jednom novinskom uredu.

Maksimalno ograničenje težine za odlivke od aluminijuma, mesinga, magnezijuma i cinka su približno 70 lb (32 kg), 10 lb (4,5 kg), 44 lb (20 kg), i 75 lb (34 kg), respektivno.
Korišćeni materijal definiše minimalnu debljinu preseka i minimalni gaz potreban za livenje, kako je navedeno u donjoj tabeli. Najdeblji presek treba da bude manji od 13 mm (0,5 in), ali može biti i veći.
| Metal                | Minimalni presek   | Minimalni gaz |
| -------------------- | ------------------ | ------------- |
| Aluminijumske legure | 0,89 mm (0,035 in) | 1:100 (0,6°)  |
| Mesing i bronza      | 1,27 mm (0,050 in) | 1:80 (0,7°)   |
| Magnezijumske legure | 1,27 mm (0,050 in) | 1:100 (0,6°)  |
| Cinkove legure       | 0,63 mm (0,025 in) | 1:200 (0,3°)  |

## Proces
Slede četiri koraka u tradicionalnom livenju pod pritiskom, takođe poznatom kao livenje pod visokim pritiskom, oni su takođe osnova za bilo koju od varijacija livenja pod pritiskom: priprema kalupa, punjenje, izbacivanje i istresanje. Matrice se pripremaju prskanjem šupljine kalupa mazivom. Mazivo pomaže u kontroli temperature matrice i takođe pomaže u uklanjanju odlivaka. Matrice se zatim zatvaraju i rastopljeni metal se ubrizgava u kalupe pod visokim pritiskom; između 10 i 175 MPa (1.500 i 25.400 psi). Kada se šupljina kalupa napuni, pritisak se održava sve dok se odlivak ne očvrsne. Matrice se zatim otvaraju i artikal (oni se razlikuju od odlivaka jer u kalupu može biti više šupljina, što daje više odlivaka po operaciji) se izbacuje pomoću klinova za izbacivanje. Konačno, istresanje uključuje odvajanje otpada, koji uključuje kapiju, klizače, otvore i blic, od odlivanja. Ovo se često radi pomoću posebne matrice za obrezivanje u električnoj ili hidrauličnoj presi. Druge metode istresanja uključuju testerisanje i mlevenje. Manje radno intenzivan metod su udarci prevrtanja ako su kapije tanke i lako se lome; mora uslediti odvajanje kapija od gotovih delova. Ovaj otpad se reciklira pretapanjem. Prinos je približno 67%.

### Inspekcija
Nakon istresanja odlivaka on se pregleda za nedostatke. Najčešći kvarovi su pogrešno pokretanje i hladno zatvaranje. Ovi defekti mogu biti uzrokovani hladnim kalupima, niskom temperaturom metala, prljavim metalom, nedostatkom ventilacije ili viškom maziva. Drugi mogući nedostaci su poroznost gasa, poroznost skupljanja, vruće suze i tragovi protoka. Oznake protoka su tragovi ostavljeni na površini odlivaka zbog lošeg zatvaranja, oštrih uglova ili prekomernog maziva.

### Prednosti
Prednosti livenja pod pritiskom:
- Odlična tačnost dimenzija (zavisi od materijala za livenje, ali obično 0,1 mm za prvih 2,5 cm (0,004 inča za prvi inč) i 0,02 mm za svaki dodatni centimetar (0,002 inča za svaki dodatni inč).
- Glatke livene površine (Ra 1—2,5 µm ili 0,04–0,10 thou rms).
- Tanji zidovi se mogu liti u poređenju sa livenjem u pesak i trajnim kalupima (približno 0,75 mm ili 0,030 in).
- Umetci mogu biti liveni (kao što su umetci sa navojem, grejni elementi i noseće površine visoke čvrstoće).
- Smanjuje ili eliminiše sekundarne operacije obrade.
- Brze stope proizvodnje.
- Zatezna čvrstoća livenja do 415 MPa (60 ksi).
- Na dužinu tečnosti za livenje pod pritiskom ne utiče opseg očvršćavanja, za razliku od trajnih kalupa, odlivaka u pesku i drugih tipova.[14]
- Stope korozije za livenje pod pritiskom su sporije od onih za livenje u pesku zbog glađe površine odlivaka pod pritiskom.[15]

### Nedostaci
Glavni nedostatak livenja pod pritiskom je veoma visok kapitalni trošak. Potrebna oprema za livenje, kalupi i povezane komponente su veoma skupi, u poređenju sa većinom drugih procesa livenja. Stoga, da bi livenje pod pritiskom bio ekonomičan proces, potreban je veliki obim proizvodnje. Ostali nedostaci su:
- Proces je ograničen na metale visoke fluidnosti. Povećane stope otpada mogu biti uzrokovane poremećajima fluidnosti, i troškovi otpada u livenju pod pritiskom su visoki.[16]
- Livenje pod pritiskom uključuje veliki broj delova, tako da su pitanja ponovljivosti posebno važna.[17]
- Težina odlivaka je ranije bila ograničena na između 30 grama (1 oz) i 10 kg (20 lb),[note 1][10] ali su od 2018. godine postali mogući udarci od 80 kg (180 lb).[18]
- U standardnom procesu livenja pod pritiskom, konačni odlivak će imati malu količinu poroznosti. Ovo sprečava bilo kakvu toplotnu obradu ili zavarivanje, jer toplota izaziva širenje gasa u porama, što uzrokuje mikro-pukotine unutar dela i ljuštenje površine. Međutim, neke kompanije su pronašle načine da smanje poroznost dela, dozvoljavajući ograničeno zavarivanje i toplotnu obradu.[4] Stoga je srodni nedostatak livenja pod pritiskom to što je podesno samo za delove u kojima je mekoća prihvatljiva. Delovi kojima je potrebno otvrđavanje (kroz kaljenje ili otpuštanje) se ne liju pod pritiskom.

## Notes
1. ↑  Die casting is an economical alternative for as few as 2,000 parts if it eliminates extensive secondary machining and surface finishing.

## Literatura
- Davis, J. (1995), Tool Materials, Materials Park: ASM International, ISBN 978-0-87170-545-7.
- Degarmo, E. Paul; Black, J T.; Kohser, Ronald A. (2003), Materials and Processes in Manufacturing (9th изд.), Wiley, ISBN 0-471-65653-4.
- Andresen, Bill (2005), Die Casting Engineering, New York: Marcel Dekker, ISBN 978-0-8247-5935-3.
- Blair, Malcolm; Stevens, Thomas L. (1995), Steel castings handbook (6th изд.), ASM International, ISBN 978-0-87170-556-3.
- Degarmo, E. Paul; Black, J T.; Kohser, Ronald A. (2003), Materials and Processes in Manufacturing (9th изд.), Wiley, ISBN 0-471-65653-4.
- Kalpakjian, Serope; Schmid, Steven (2006), Manufacturing Engineering and Technology (5th изд.), Pearson, ISBN 0-13-148965-8.
- Kissell, J. Randolph; Ferry, Robert L. (2002), Aluminum structures: a guide to their specifications and design (2nd изд.), John Wiley and Sons, ISBN 978-0-471-01965-7.
- Schleg, Frederick P.; Kohloff, Frederick H.; Sylvia, J. Gerin; American Foundry Society (2003), Technology of Metalcasting, American Foundry Society, ISBN 978-0-87433-257-5.
- Stefanescu, Doru Michael (2008), Science and Engineering of Casting Solidification (2nd изд.), Springer, ISBN 978-0-387-74609-8.
- Ravi, B (2010), Metal Casting: Computer-aided Design and Analysis (1st изд.), PHI, ISBN 81-203-2726-8.